# Wolgazeitung
Die Wolgazeitung war eine Monatsschrift in Saratow von 1990 bis 2003.

## Geschichte
Im Dezember 1990 erschien die erste Ausgabe der Zeitung der Wolgadeutschen (ZWD), die noch mit Schreibmaschine getippt, und mit Tuschezeichnungen und aufgeklebten Fotos gestaltet wurde. Sie berichtete seitdem über das Leben und die Fragen der Deutschen in Russland. Seit dem Herbst 1991 wurde sie als ordentlich angemeldete Zeitung mit finanzieller Unterstützung des Ministeriums für Föderations- und Nationalitätenfragen  herausgegeben.
Seit Mitte 1994 hieß sie Wolgazeitung. Seit 1997 wurde sie kostenlos in verschiedenen Gebieten Russlands und in Deutschland verteilt. 2001 musste das Erscheinen zeitweise eingestellt werden. Seit 2002 erschienen wieder einige Ausgaben, 2003 mit Unterstützung der Ingermanländischen Evangelisch-Lutherischen Kirche. In diesem Jahr hörte die Wolgazeitung endgültig auf zu bestehen.